# Második Kurz-kormány
A második Kurz-kormány az Osztrák Köztársaság 2020. január 7. és 2021. október 11. között hivatalban lévő szövetségi kormánya. A kormányt Alexander Van der Bellen elnök nevezte ki 2020. január 7-én. Sebastian Kurz-t (ÖVP) nevezték ki szövetségi kancellárnak, Werner Koglert (Zöldek) alkancellárnak. A 2019-es ausztriai parlamenti választáson az ÖVP lett a legerősebb párt.

## Összetétele
| Hivatal | Kép                                                   | Név                    | Párt | Párt      | Államtitkár                                            | Kép    | Párt | Párt   |
| --- | ----------------------------------------------------- | ---------------------- | ---- | --------- | ------------------------------------------------------ | ------ | ---- | ------ |
| Szövetségi kancellár |                                                       | Sebastian Kurz         |      | ÖVP       |                                                        |        |      |        |
| Alkancellár és közszolgálati, sport-, művészeti és kulturális miniszter |                                                       | Werner Kogler          |      | Zöldek    | Ulrike Lunacek Művészet és kultúra (2020. május 20-ig) |        |      | Zöldek |
| Alkancellár és közszolgálati, sport-, művészeti és kulturális miniszter | Andrea Mayer Művészet és kultúra (2020. május 20-tól) | Werner Kogler          |      | Zöldek    |                                                        | Zöldek |      |        |
| Külügyminiszter | alternativtext=                                       | Alexander Schallenberg |      | független |                                                        |        |      |        |
| Belügyminiszter |                                                       | Karl Nehammer          |      | ÖVP       |                                                        |        |      |        |
| Igazságügyminiszter |                                                       | Alma Zadić             |      | Grüne     |                                                        |        |      |        |
| Pénzügyminiszter |                                                       | Gernot Blümel          |      | ÖVP       |                                                        |        |      |        |
| Szociális- és egészségügyi miniszter (2021. április 19-tig) |                                                       | Rudolf Anschober       |      | Grüne     |                                                        |        |      |        |
| Sozociális- és egészségügyi miniszter (2021. április 19-től) |                                                       | Wolfgang Mückstein     |      | Grüne     |                                                        |        |      |        |
| Mezőgazdasági és idegenforgalmi miniszter |                                                       | Elisabeth Köstinger    |      | ÖVP       |                                                        |        |      |        |
| Védelmi miniszter |                                                       | Klaudia Tanner         |      | ÖVP       |                                                        |        |      |        |
| Környezetvédelmi, közlekedési, energiaügyi, technológiai és innovációs miniszter                                                                                                |                                                       | Leonore Gewessler      |      | Grüne     | Magnus Brunner                                         |        |      | ÖVP    |
| Oktatási, tudományos és kutatási miniszter |                                                       | Heinz Fassmann         |      | független |                                                        |        |      |        |
| Gazdasági és digitalizációs miniszter |                                                       | Margarete Schramböck   |      | ÖVP       |                                                        |        |      |        |
| Munkaügyi, családi és ifjúsági miniszter (2021. január 11-ig) |                                                       | Christine Aschbacher   |      | ÖVP       |                                                        |        |      |        |
| Munkaügyi miniszter (2021. január 11-től) |                                                       | Martin Kocher          |      | ÖVP       |                                                        |        |      |        |
| Európaügyi miniszter a kancellári hivatalban |                                                       | Karoline Edtstadler    |      | ÖVP       |                                                        |        |      |        |
| Integrációs és nőügyi miniszter a kancellári hivatalban (2021. január 11-ig) Integrációs, családi és ifjúsági és nőügyi miniszter a kancellári hivatalban (2021. január 11-től) |                                                       | Susanne Raab           |      | ÖVP       |                                                        |        |      |        |